# Пурнач
Пурнач (рус. Пурнач) река је која протиче преко источних делова Кољског полуострва на подручју Мурманске области на крајњем северозападу европског дела Руске Федерације. Десна је и највећа притока реке Поној у коју се улива на њеном 77. километру узводно од ушћа, и део басена Белог мора.
Свој ток започиње као отока маленог ледничког језера површине 4,2 km² и углавном тече у смеру североистока.
Укупна дужина водотока је 137 km, док је површина сливног подручја око 1.600 km². Карактерише је нивални режим храњења. Њене обале су доста ниске и мочварне у горњем делу тока, док у доњем делу тока тече уским и плитким кањоном. У кориту се налазе бројни брзаци и мањи водопади. Њена најважнија притока је река Вилмуај (дужине 36 km).
Целом дужином свога тока протиче преко територије Ловозерског рејона. На њеним обалама се не налазе насељена места.